# Association of European Airlines
L'Association of European Airlines (AEA) era un'associazione che comprendeva diverse compagnie aeree europee.
Lo scopo dell'associazione era quello di rappresentare le compagnie aeree all'interno dell'Unione europea e di altri organismi internazionali. Un totale di 346.475.239 passeggeri hanno viaggiato su queste compagnie aeree nel 2005.

## Storia
L'AEA ha avuto inizio nel 1952, quando i presidenti di Air France, KLM, Sabena e Swissair hanno costituito un gruppo di studio congiunto. Questo gruppo si è in seguito allargato per comprendere molte altre importanti compagnie aeree europee come British Airways, Lufthansa, Alitalia, Iberia Airlines e Scandinavian Airlines System.
Nel 2015, British Airways e Iberia hanno lasciato l'AEA per poi entrare nell'ELFAA, l'associazione delle compagnie aeree low cost. Sempre nel 2015 anche l'Air Berlin e l'Alitalila - SAI hanno lasciato l'AEA e sono diventate Etihad Airways Partners, in quanto partecipate da Etihad Airways. In entrambi i casi, una delle cause di queste fuoriuscite è la politica dell'AEA riguardo alle compagnie aeree del golfo.
L'Airlines for Europe (A4E) è creata nel gennaio 2016 come concorrente dell'Association of European Airlines; l'AEA ferma nel novembre 2016.

## Membri
1. Aegean Airlines
2. airBaltic
3. Air France
4. Air Malta
5. Austrian
6. Brussels Airlines
7. Cargolux
8. Croatia Airlines
9. DHL European Air Transport
10. Finnair
11. Icelandair
12. KLM
13. LOT
14. Lufthansa
15. Luxair
16. SAS
17. SWISS
18. TAP Portugal
19. TAROM - Romanian Air Transport
20. TNT Airways
21. Turkish Airlines
22. Ukraine International Airlines

### Ex membri
- Adria Airways
- Aer Lingus
- Aerosvit
- Air Berlin
- Air One
- Air Serbia
- Alitalia - CAI
- Alitalia - LAI
- Austrian
- Balkan Bulgarian Airlines
- British Airways
- British Caledonian
- British Midland International
- Cyprus Airways
- Czech Airlines
- Iberia
- Malév Hungarian Airlines
- Meridiana
- Olympic Air
- Olympic Airlines
- Sabena
- Spanair
- Swissair
- UTA
- Virgin Atlantic Airways